# Louis Verstraete
Louis Verstraete (Gent, 4 mei 1999) is een Belgisch voetballer die als middenvelder speelt. Momenteel speelt hij bij Auckland FC in Nieuw-Zeeland.

## Clubcarrière
Verstraete stroomde door vanuit de jeugd van KAA Gent. Hij debuteerde op 17-jarige leeftijd bij het seniorenelftal met een invalbeurt tijdens de wedstrijd Gent-Anderlecht op donderdag 22 december 2016, die eindigde op 2–3. Zijn Europese debuut volgde op 23 februari 2017 met een invalbeurt in de Europa League te Wembley tegen Tottenham Hotspurs. Zijn eerste doelpunt voor Gent was de gelijkmaker in de Europa League-wedstrijd op verplaatsing tegen KRC Genk op 16 maart 2017, die eindigde op 1–1. Hij was op dat moment 17 jaar en 316 dagen oud, waarmee hij op de zevende plaats kwam te staan in de lijst van jongste doelpuntenmakers ooit in de Europa League. Na afloop van het seizoen 2016/17 werd zijn contract bij Gent verlengd tot 2020.
In januari 2018 werd hij voor de rest van het seizoen door Gent verhuurd aan Waasland-Beveren met als doel speelminuten op te doen. Ook in het seizoen 2018/19 bleef hij bij Waasland-Beveren op huurbasis. Bij de start van het seizoen 2019/20 vervoegde hij KAA Gent opnieuw. Verstraete werd op het einde van de transfermarkt genoemd als mogelijke pasmunt in de transfer van Faris Haroun van Antwerp FC naar KAA Gent – al had Verstraete zelf gehoopt op een nieuwe uitleenbeurt aan Waasland-Beveren –, maar door het afspringen van de transfer van Haroun bleef Verstraete uiteindelijk bij Gent.
In de winterstop van datzelfde seizoen 2019/20 vertrok hij toch naar Antwerp, dat hem een contract voor drieënhalf jaar aanbood. Antwerp verhuurde hem meteen voor de rest van het seizoen aan KV Oostende. Vanwege de vroegtijdige stopzetting van de competitie vanwege de coronapandemie speelde hij er slechts vier wedstrijden. Na een halfjaar bij Antwerp leende de club hem opnieuw uit, ditmaal aan Waasland-Beveren. Zo scoorde hij er onder meer twee keer in de kraker tegen OH Leuven waardoor alsnog de barrages tegen degradatie werden afgedwongen. Waasland-Beveren verloor weliswaar die barrages en zakte toch naar Eerste Klasse B.
Eind augustus 2021 vertrok hij finaal van Antwerp naar Waasland-Beveren waar hij een contract kreeg tot 2024.

## Interlandcarrière
Verstraete kwam bij de Belgische nationale jeugdelftallen reeds uit bij zowel de U17 als de U19.

## Clubstatistieken
| Seizoen                           | Club               | Land            | Competitie      | Competitie | Competitie | Beker | Beker | Andere | Andere | Internationaal | Internationaal | Totaal | Totaal |
| Seizoen                           | Club               | Land            | Competitie      | Wed.       | Dlp.       | Wed.  | Dlp.  | Wed.   | Dlp.   | Wed.           | Dlp.           | Wed.   | Dlp.   |
| --------------------------------- | ------------------ | --------------- | --------------- | ---------- | ---------- | ----- | ----- | ------ | ------ | -------------- | -------------- | ------ | ------ |
| 2016/17                           | KAA Gent           | België          | Eerste klasse A | 7          | 0          | 0     | 0     | 0      | 0      | 3              | 1              | 10     | 1      |
| 2017/18                           | KAA Gent           | België          | Eerste klasse A | 2          | 1          | 0     | 0     | 0      | 0      | 0              | 0              | 2      | 1      |
| 2017/18                           | → Waasland-Beveren | België          | Eerste klasse A | 11         | 1          | 0     | 0     | 0      | 0      | 0              | 0              | 11     | 1      |
| 2018/19                           | → Waasland-Beveren | België          | Eerste klasse A | 30         | 2          | 1     | 0     | 0      | 0      | 0              | 0              | 31     | 2      |
| 2019/20                           | KAA Gent           | België          | Eerste klasse A | 5          | 0          | 2     | 0     | 0      | 0      | 4              | 0              | 11     | 0      |
| 2019/20                           | Antwerp FC         | België          | Eerste klasse A | 0          | 0          | 0     | 0     | 0      | 0      | 0              | 0              | 0      | 0      |
| 2019/20                           | → KV Oostende      | België          | Eerste klasse A | 4          | 0          | 0     | 0     | 0      | 0      | 0              | 0              | 0      | 0      |
| 2020/21                           | Antwerp FC         | België          | Eerste klasse A | 3          | 0          | 0     | 0     | 0      | 0      | 0              | 0              | 3      | 0      |
| 2020/21                           | → Waasland-Beveren | België          | Eerste klasse A | 5          | 3          | 0     | 0     | 2      | 0      | 0              | 0              | 7      | 3      |
| 2021/22                           | Antwerp FC         | België          | Eerste klasse A | 4          | 0          | 0     | 0     | 0      | 0      | 0              | 0              | 4      | 0      |
| 2021/22                           | Waasland-Beveren   | België          | Eerste klasse B | 1          | 0          | 1     | 0     | 0      | 0      | 0              | 0              | 2      | 0      |
| Carrière totaal                   | Carrière totaal    | Carrière totaal | Carrière totaal | 66         | 6          | 4     | 0     | 2      | 0      | 7              | 1              | 76     | 7      |
| Bijgewerkt t/m 12 september 2021. |                    |                 |                 |            |            |       |       |        |        |                |                |        |        |